# Albo d'oro del campionato messicano di calcio
La pagina racchiude l'albo d'oro delle squadre vincitrici dei campionati messicani di calcio dalla loro istituzione. Attualmente ogni stagione conferisce due titoli nazionali, per Apertura, disputata in autunno, e Clausura, contestata nel periodo primaverile. 

## Epoca dilettantistica

### Primera Fuerza (1902-1943)
Durante questi anni non era presente un vero e proprio campionato nazionale, ma numerosi campionati regionali di carattere dilettantistico. Il torneo più importante era la Primera Fuerza, disputato nella zona di Città del Messico, il cui vincitore era considerato campione nazionale, nonostante l'esistenza di altri campionati regionali.
| Stagione     | Squadra campione         | Allenatore               | Secondo classificato     |
| ------------ | ------------------------ | ------------------------ | ------------------------ |
| 1902-03      | Albinegros de Orizaba    | Duncan Macomish          | Reforma                  |
| 1903-04      | México Cricket Club      | Claude Butlin            | Reforma                  |
| 1904-05      | Pachuca                  | Charles Grenfell         | British Club             |
| 1905-06      | Reforma                  | Thomas Philips           | San Pedro Golf           |
| 1906-07      | Reforma (2)              | Thomas Philips           | British Club             |
| 1907-08      | British Club             | Percy Clifford           | Mexico Country           |
| 1908-09      | Reforma (3)              | Thomas Philips           | Pachuca                  |
| 1909-10      | Reforma (4)              | Thomas Philips           | Popo Park                |
| 1910-11      | Reforma (5)              | Thomas Philips           | Pachuca                  |
| 1911-12      | Reforma (6)              | Thomas Philips           | British Club             |
| 1912-13      | México FC                | Antonio SIerra           | Reforma                  |
| 1913-14      | Real Club España         | Francisco Ubierta        | Rovers FC                |
| 1914-15      | Real Club España (2)     | Francisco Ubierta        | Pachuca                  |
| 1915-16      | Real Club España (3)     | Francisco Arias          | México FC                |
| 1916-17      | Real Club España (4)     | Francisco Ubierta        | Pachuca                  |
| 1917-18      | Pachuca (2)              | William Penguely         | Real Club España         |
| 1918-19      | Real Club España (5)     | Francisco Arias          | Centro Union             |
| 1919-20      | Real Club España (6)     | Francisco Arias          | Tigres UANL              |
| 1919-20 (LM) | Pachuca (3)              | Alfred Crowle            |                          |
| 1920-21      | Real Club España (7)     | Francisco Arias          |                          |
| 1920-21 (LM) | Germania                 | Richard Obert            | México FC                |
| 1921-22      | Real Club España (8)     | Francisco Arias          | Asturias                 |
| 1922-23      | Asturias                 | Gerald Brown             | Germania                 |
| 1923-24      | Real Club España (9)     | Francisco Arias          | América                  |
| 1924-25      | América                  | Rafael Garza Gutiérrez   | Necaxa                   |
| 1925-26      | América (2)              | Rafael Garza Gutiérrez   | Asturias                 |
| 1926-27      | América (3)              | Percy Clifford           | Real Club España         |
| 1927-28      | América (4)              | Percy Clifford           | Asturias                 |
| 1928-29      | Marte                    | Servando Vargas          | Real Club España         |
| 1929-30      | Real Club España (10)    | Emérico Pozsonyi         | América                  |
| 1930-31      | Campionato non disputato | Campionato non disputato | Campionato non disputato |
| 1931-32      | Atlante                  |                          | Necaxa                   |
| 1932-33      | Necaxa                   | Ernesto Pauler           | Leones                   |
| 1933-34      | Real Club España (11)    |                          | Asturias                 |
| 1934-35      | Necaxa (2)               | Ernesto Pauler           | Real Club España         |
| 1935-36      | Real Club España (12)    |                          | América                  |
| 1936-37      | Necaxa (3)               | Sigfrid Roth             | Atlante                  |
| 1937-38      | Necaxa (3)               | Sigfrid Roth             | Asturias                 |
| 1938-39      | Asturias (2)             |                          | Euzkadi                  |
| 1939-40      | Real Club España (13)    |                          | Necaxa                   |
| 1940-41      | Atlante (2)              |                          | Real Club España         |
| 1941-42      | Real Club España (14)    |                          | Atlante                  |
| 1942-43      | Marte                    |                          | Atlante                  |

## Epoca professionistica
Nel 1943 la federazione messicana annunciò la nascita di un campionato professionistico, che nelle sue prime edizioni vide 10 squadre partecipanti. I campionati dilettantistici precedenti sono considerati competizioni separate e non sono riconosciuti come campionati messicani nell'albo d'oro.

### Girone all'italiana

#### Liga Mayor (1943-1950)
Le prime edizioni del campionato vennero disputate con la formula del girone all'italiana. 
| Stagione | Squadra campione | Allenatore                | Secondo classificato |
| -------- | ---------------- | ------------------------- | -------------------- |
| 1943-44  | Asturias         | Ernesto Pauler            | Real Club España     |
| 1944-45  | Real Club España | Rodolfo Muñoz             | Puebla               |
| 1945-46  | Veracruz         | Enrique Palomini          | Atlante              |
| 1946-47  | Atlante          | Luis Grocz                | León                 |
| 1947-48  | León             | José Maria Casullo        | Oro                  |
| 1948-49  | León (2)         | José Maria Casullo        | Atlas                |
| 1949-50  | Veracruz (2)     | Juan Luque de Serrallonga | Atlante              |

#### Primera Division (1950-1970)
| Stagione   | Squadra campione | Allenatore            | Secondo classificato |
| ---------- | ---------------- | --------------------- | -------------------- |
| 1950-51    | Atlas            | Eduardo Valdatti      | Atlante              |
| 1951-52    | León (3)         | Antonio López Herranz | Guadalajara          |
| 1952-53    | Tampico Madero   | Joaquín Urquiaga      | CD Zacatepec         |
| 1953-54    | Marte            | Ignacio Trelles       | Oro                  |
| 1954-55    | CD Zacatepec     | Ignacio Trelles       | Guadalajara          |
| 1955-56    | León (4)         | Antonio López Herranz | Oro                  |
| 1956-57    | Guadalajara      | Donald Ross           | Toluca               |
| 1957-58    | CD Zacatepec (2) | Ignacio Trelles       | Toluca               |
| 1958-59    | Guadalajara (2)  | Árpád Fekete          | León                 |
| 1959-60    | Guadalajara (3)  | Árpád Fekete          | América              |
| 1960-61    | Guadalajara (4)  | Javier de la Torre    | Oro                  |
| 1961-62    | Guadalajara (5)  | Javier de la Torre    | América              |
| 1962-63    | Oro              | Árpád Fekete          | Guadalajara          |
| 1936-64    | Guadalajara (6)  | Javier de la Torre    | América              |
| 1964-65    | Guadalajara (7)  | Javier de la Torre    | Oro                  |
| 1965-66    | América          | Alejandro Scopelli    | Atlas                |
| 1966-67    | Toluca           | Ignacio Trelles       | América              |
| 1967-68    | Toluca (2)       | Ignacio Trelles       | Pumas UNAM           |
| 1968-69    | Cruz Azul        | Raúl Cárdenas         | Guadalajara          |
| 1969-70    | Guadalajara (8)  | Javier de la Torre    | Cruz Azul            |
| Mèxico '70 | Cruz Azul (2)    | Raúl Cárdenas         | Toluca               |

### Liguilla (1970-1996)
A partire dal 1970 la federazione riformò il campionato, prevedendo una fase di play-off per incoronare i campioni nazionali. La fase di play-off, nota come Liguilla, aveva un formato variabile di anno in anno, passando da eliminazione diretta tra le prime 8 della stagione regolare alla suddivisione in gironi.
| Stagione   | Squadra campione | Allenatore             | Secondo classificato |
| ---------- | ---------------- | ---------------------- | -------------------- |
| 1970-71    | América (2)      | José Roca              | Toluca               |
| 1971-72    | Cruz Azul (3)    | Raúl Cárdenas          | América              |
| 1972-73    | Cruz Azul (4)    | Raúl Cárdenas          | León                 |
| 1973-74    | Cruz Azul (5)    | Raúl Cárdenas          | Atlético Español     |
| 1974-75    | Toluca (3)       | Ricardo de León        | León                 |
| 1975-76    | América (3)      | Raúl Cárdenas          | Leones Negros UdeG   |
| 1976-77    | Pumas UNAM       | Jorge Marik            | Leones Negros UdeG   |
| 1977-78    | Tigres UANL      | Carlos Miloc           | Pumas UNAM           |
| 1978-79    | Cruz Azul (6)    | Ignacio Trelles        | Pumas UNAM           |
| 1979-80    | Cruz Azul (7)    | Ignacio Trelles        | Tigres UANL          |
| 1980-81    | Pumas UNAM (2)   | Bora Milutinović       | Cruz Azul            |
| 1981-82    | Tigres UANL (2)  | Carlos Miloc           | Atlante              |
| 1982-83    | Puebla           | Manuel Lapuente        | Guadalajara          |
| 1983-84    | América (4)      | Carlos Reinoso         | Guadalajara          |
| 1984-85    | América (5)      | Miguel Ángel López     | Pumas UNAM           |
| PRODE 1985 | América (6)      | Miguel Ángel López     | Tampico Madero       |
| Mexico '86 | Monterrey        | Francisco Avilán       | Tampico Madero       |
| 1986-87    | Guadalajara (9)  | Alberto Guerra         | Cruz Azul            |
| 1987-88    | América (7)      | Jorge Vieira           | Pumas UNAM           |
| 1988-89    | América (8)      | Jorge Vieira           | Cruz Azul            |
| 1989-90    | Puebla (2)       | Manuel Lapuente        | Leones Negros UdeG   |
| 1990-91    | Pumas UNAM (3)   | Miguel Mejía Barón     | América              |
| 1991-92    | León (5)         | Victor Manuel Vucetich | Puebla               |
| 1992-93    | Atlante (2)      | Ricardo La Volpe       | Monterrey            |
| 1993-94    | Tecos de la UAG  | Victor Manuel Vucetich | Santos Laguna        |
| 1994-95    | Necaxa           | Manuel Lapuente        | Cruz Azul            |
| 1995-96    | Necaxa (2)       | Manuel Lapuente        | Celaya               |

### Torneo breve
A partire dalla stagione 1996-97 il campionato messicano ha adottato la divisione in due periodi (inizialmente Invierno e Verano, in seguito Apertura e Clausura), che decretano altrettanti campioni nazionali.

#### Primera División (1996-2012)
| Stagione | Periodo      | Squadra campione  | Allenatore             | Secondo classificato |
| -------- | ------------ | ----------------- | ---------------------- | -------------------- |
| 1996-97  | Invierno     | Santos Laguna     | Alfredo Tena Garduño   | Necaxa               |
| 1996-97  | Verano       | Guadalajara (10)  | Ricardo Ferretti       | Toros Neza           |
| 1997-98  | Invierno     | Cruz Azul (8)     | Luis Fernando Tena     | León                 |
| 1997-98  | Verano       | Toluca (4)        | Enrique Meza Enriquez  | Necaxa               |
| 1998-99  | Invierno     | Necaxa (3)        | Raúl Arias             | Guadalajara          |
| 1998-99  | Verano       | Toluca (5)        | Enrique Meza Enriquez  | Atlas                |
| 1999-00  | Invierno     | Pachuca           | Javier Aguirre         | Cruz Azul            |
| 1999-00  | Verano       | Toluca (6)        | Enrique Meza Enriquez  | Santos Laguna        |
| 2000-01  | Ivnierno     | Monarcas Morelia  | Luis Fernando Tena     | Toluca               |
| 2000-01  | Verano       | Santos Laguna (2) | Fernando Quirarte      | Pachuca              |
| 2001-02  | Invierno     | Pachuca (2)       | Alfredo Tena Garduño   | Tigres UANL          |
| 2001-02  | Verano       | América (9)       | Manuel Lapuente        | Necaxa               |
| 2002-03  | Apertura     | Toluca (7)        | Alberto Jorge          | Monarcas Morelia     |
| 2002-03  | Clausura     | Monterrey (2)     | Daniel Passarella      | Monarcas Morelia     |
| 2003-04  | Apertura     | Pachuca (3)       | Victor Manuel Vucetich | Tigres UANL          |
| 2003-04  | Clausura     | Pumas UNAM (4)    | Hugo Sánchez           | Guadalajara          |
| 2004-05  | Apertura     | Pumas UNAM (5)    | Hugo Sánchez           | Monterrey            |
| 2004-05  | Clausura     | América (10)      | Mario Carrillo         | Tecos de la UAG      |
| 2005-06  | Apertura     | Toluca (8)        | Américo Gallego        | Monterrey            |
| 2005-06  | Clausura     | Pachuca (4)       | Josè Luis Trejo        | San Luis             |
| 2006-07  | Apertura     | Guadalajara (11)  | Josè de la Torre       | Toluca               |
| 2006-07  | Clausura     | Pachuca (5)       | Enrique Meza Enriquez  | América              |
| 2007-08  | Apertura     | Atlante (3)       | José Guadalupe Cruz    | Pumas UNAM           |
| 2007-08  | Clausura     | Santos Laguna (3) | Daniel Guzmán          | Cruz Azul            |
| 2008-09  | Apertura     | Toluca (9)        | Josè de la Torre       | Cruz Azul            |
| 2008-09  | Clausura     | Pumas UNAM (6)    | Ricardo Ferretti       | Pachuca              |
| 2009-10  | Apertura     | Monterrey (3)     | Victor Manuel Vucetich | Cruz Azul            |
| 2009-10  | Bicentenario | Toluca (10)       | Josè de la Torre       | Santos Laguna        |
| 2010-11  | Apertura     | Monterrey (4)     | Victor Manuel Vucetich | Santos Laguna        |
| 2010-11  | Clausura     | Pumas UNAM (7)    | Guillermo Vázquez      | Monarcas Morelia     |
| 2011-12  | Apertura     | Tigres UANL (3)   | Ricardo Ferretti       | Santos Laguna        |
| 2011-12  | Clausura     | Santos Laguna (4) | Benjamín Galindo       | Monterrey            |

#### Liga MX (2012-attuale)
| Stagione | Periodo       | Squadra campione                                               | Allenatore                                                     | Secondo classificato                                           |
| -------- | ------------- | -------------------------------------------------------------- | -------------------------------------------------------------- | -------------------------------------------------------------- |
| 2012-13  | Apertura      | Club Tijuana                                                   | Antonio Mohamed                                                | Toluca                                                         |
| 2012-13  | Clausura      | América (11)                                                   | Miguel Herrera                                                 | Cruz Azul                                                      |
| 2013-14  | Apertura      | León (6)                                                       | Gustavo Matosas                                                | América                                                        |
| 2013-14  | Clausura      | León (7)                                                       | Gustavo Matosas                                                | Pachuca                                                        |
| 2014-15  | Apertura      | América (12)                                                   | Antonio Mohamed                                                | Tigres UANL                                                    |
| 2014-15  | Clausura      | Santos Laguna (5)                                              | Pedro Caixinha                                                 | Querétaro                                                      |
| 2015-16  | Apertura      | Tigres UANL (4)                                                | Ricardo Ferretti                                               | Pumas UNAM                                                     |
| 2015-16  | Clausura      | Pachuca (6)                                                    | Diego Alonso                                                   | Monterrey                                                      |
| 2016-17  | Apertura      | Tigres UANL (5)                                                | Ricardo Ferretti                                               | América                                                        |
| 2016-17  | Clausura      | Guadalajara (12)                                               | Matías Almeyda                                                 | Tigres UANL                                                    |
| 2017-18  | Apertura      | Tigres UANL (6)                                                | Ricardo Ferretti                                               | Monterrey                                                      |
| 2017-18  | Clausura      | Santos Laguna (6)                                              | Robert Siboldi                                                 | Toluca                                                         |
| 2018-19  | Apertura      | América (13)                                                   | Miguel Herrera                                                 | Cruz Azul                                                      |
| 2018-19  | Clausura      | Tigres UANL (7)                                                | Ricardo Ferretti                                               | León                                                           |
| 2019-20  | Apertura      | Monterrey (5)                                                  | Antonio Mohamed                                                | América                                                        |
| 2019-20  | Clausura      | Competizione non terminata a causa della pandemia di Covid-19. | Competizione non terminata a causa della pandemia di Covid-19. | Competizione non terminata a causa della pandemia di Covid-19. |
| 2020-21  | Guardianes 20 | León (8)                                                       | Ignacio Ambríz                                                 | Pumas UNAM                                                     |
| 2020-21  | Guardianes 21 | Cruz Azul (9)                                                  | Juan Reynoso                                                   | Santos Laguna                                                  |
| 2021-22  | Apertura      | Atlas (2)                                                      | Diego Cocca                                                    | León                                                           |
| 2021-22  | Clausura      | Atlas (3)                                                      | Diego Cocca                                                    | Pachuca                                                        |
| 2022-23  | Apertura      | Pachuca (7)                                                    | Guillermo Almada                                               | Toluca                                                         |
| 2022-23  | Clausura      | Tigres UANL (8)                                                | Robert Siboldi                                                 | Guadalajara                                                    |
| 2023-24  | Apertura      | América (14)                                                   | André Jardine                                                  | Tigres UANL                                                    |
| 2023-24  | Clausura      | América (15)                                                   | André Jardine                                                  | Cruz Azul                                                      |